# Roland Dumas
Roland Dumas (Limoges, 23 agosto 1922 – Parigi, 3 luglio 2024) è stato un avvocato e politico francese.

## Biografia: le origini e la Resistenza
Roland Dumas nacque il 23 agosto 1922 a Limoges, figlio di un funzionario statale, esponente della Resistenza e fucilato nel 1944 dai nazisti a Brantôme (Dordogna). Lui stesso aderì ai Mouvements unis de Résistance (MUR), coalizione dei gruppi antinazisti estranei al partito comunista. Nel 1942 subì una breve incarcerazione per atti di Resistenza e, una volta libero, entrò in clandestinità. Si laureò in giurisprudenza a Lione e dopo alcune esperienze giornalistiche esercitò la professione di avvocato a Parigi.

## Carriera politica

### Fedelissimo di Mitterrand
Entrato in politica, fu eletto deputato all'Assemblea nazionale nel 1956 per l'UDSR (Unione Democratica e Socialista della Resistenza), la formazione di cui fece parte anche François Mitterrand, all'epoca un "senza partito".
Iniziò allora il sodalizio con il futuro presidente della Repubblica, legame che si fece in seguito ancora più saldo dopo il 1959, quando Mitterrand, coinvolto nell'oscura vicenda del falso attentato dell'Observatoire, si ritrò isolato. Non rieletto nel 1958, Dumas tornò all'Assemblea nazionale solo nel 1967 con la FGDS (Federazione della Sinistra Democratica e Socialista), ma alle elezioni anticipate del 1968 non venne rieletto. Nel 1971 aderì al Partito Socialista rifondato da Mitterrand e sotto l'insegna di questo partito fu eletto deputato nel 1973. Non rieletto nel 1978, rientrò all'Assemblea nazionale nel 1981. Fu rieletto anche alle elezioni successive, fino a quelle del marzo 1993, nelle quali uscì sconfitto. Da allora abbandonò la politica attiva.

### Capo della diplomazia francese
L'elezione di François Mitterrand alla presidenza della Repubblica segnò il grande balzo della carriera politica di Dumas. Grazie alla sua capigliatura leonina e a un completo chiaro, fu facilmente riconoscibile nel corteo di personalità socialiste scortanti il nuovo capo dello Stato fino all'ingresso del Panthéon nel corso della cerimonia con cui si aprì il primo settennato di Mitterrand. Dovette tuttavia attendere il 18 dicembre 1983 per entrare al governo, e in un ruolo defilato: fu infatti ministro degli Affari Europei nel terzo governo Mauroy, succedendo ad André Chandernagor dimissionario giacché nominato alla prima presidenza della Corte dei conti. Il 17 luglio 1984 fu confermato agli Affari Europei nel governo Fabius, ottenendo anche l'incarico di portavoce del governo.
Dopo l'uscita dal governo di Claude Cheysson a causa della nomina di quest'ultimo alla Commissione europea, nel dicembre 1984 Dumas divenne ministro delle Relazioni Estere, dicastero che poco dopo riprese la precedente denominazione di Affari Esteri.
Alle elezioni legislative del marzo 1986 il Partito Socialista passò all'opposizione. Il 9 ottobre Dumas riuscì a farsi eleggere presidente della commissione Esteri dell'Assemblea nazionale, incarico che tuttavia dovette cedere l'8 aprile 1987 a Valéry Giscard d'Estaing.
Il 10 maggio 1988 Mitterrand fu rieletto presidente della Repubblica e nominò Primo ministro il socialista Michel Rocard. Nel corso delle trattative per la composizione della lista dei ministri, il presidente della Repubblica impose al recalcitrante Rocard la nomina di Dumas a ministro degli Esteri. Gli venne attribuito, inoltre, il rango di ministro di Stato. Fu successivamente confermato nel secondo governo Rocard (23 giugno 1988 - 15 maggio 1991), nel governo Cresson (15 maggio 1991 - 31 marzo 1992) e nel governo Bérégovoy (2 aprile 1992 - 28 marzo 1993).
In quel periodo Dumas si trovò a fronteggiare, tra l'altro, eventi epocali come il crollo del Muro di Berlino nel novembre 1989, il Colpo di stato sovietico del 1991, la dissoluzione dell'Urss e la Guerra del Golfo nel 1991. In qualità di capo della diplomazia francese, il 7 febbraio 1992 firmò il Trattato di Maastricht.

## Presidente del Consiglio costituzionale
Il 24 febbraio 1995, a meno di quattro mesi dalla scadenza del suo mandato, François Mitterrand lo nominò presidente del Consiglio costituzionale.
Il 22 gennaio 1999, il Consiglio costituzionale presieduto da Dumas pronunciò una sentenza con la quale venne data un'interpretazione estensiva all'immunità penale del presidente della Repubblica in esercizio (all'epoca Jacques Chirac). La decisione, adottata all'unanimità, fu oggetto di vivaci discussioni sia fra i politici che fra i giuristi.

## Le vicende giudiziarie
Nonostante la durata di nove anni del mandato al Consiglio costituzionale, il 24 marzo 1999 tuttavia, Dumas fu costretto ad autosospendersi e il 1º marzo 2000 a dimettersi. Rimase coinvolto, infatti, in una lunga e tormentata vicenda giudiziaria, l'"affare delle fregate di Taiwan". Venne pienamente assolto dalla corte d'appello di Parigi il 29 gennaio 2003.
Roland Dumas venne condannato a dodici mesi di reclusione con la condizionale e 150 000 euro di ammenda per complicità in abuso di fiducia nel quadro della successione di Alberto Giacometti. La condanna divenne definitiva dopo che la Corte di Cassazione ebbe respinto il suo ricorso il 10 maggio 2007.
Dopo le dimissioni dal Consiglio costituzionale riprese a lavorare come avvocato. Fu inoltre autore di numerose pubblicazioni, fra cui un volume uscito nel 2007 dove ripercorse la prima fase della sua lunga esperienza al Quai d'Orsay (indirizzo del ministero degli Esteri a Parigi).
Secondo alcuni organi di stampa, Roland Dumas fu anche un membro della Massoneria.